# Colton Point State Park
Colton Point State Park is een park in Tioga County in de Amerikaanse staat Pennsylvania.
Het park ligt aan de westkant van de Pine Creek Gorge, die ook wel bekend is als de "Grand Canyon van Pennsylvania". Het park strekt zich uit vanaf de kreek in de bodem van de kloof tot aan de rand en over een deel van het plateau in het westen. Het staat bekend om zijn uitzicht op de Pine Creek Gorge en biedt tevens mogelijkheden voor picknicken, wandelen, vissen en jagen, wildwater-varen en kamperen. Het park werd geopend in 1936 en heeft een oppervlakte van 149 hectare.
De rivier die door dit park stroomt, de Pine Creek, heeft een kloof gesleten in vijf grote rotsformaties uit het Devoon en Carboon tijdperk.
Het park wordt begrensd door het Tioga State Forest en haar zusterpark, Leonard Harrison State Park, dat aan oostelijke kant van de Grand Canyon van Pennsylvania ligt.